# Király Farkas
Király Farkas (Kolozsvár, 1971. május 7. – ) romániai költő, író, műfordító, szerkesztő, újságíró.

## Életpályája
1990-ben kezdték közölni első verseit a Jelenlét című folyóiratban. A Babeș–Bolyai Tudományegyetem kémia–fizika, majd az Avram Iancu Tudományegyetem reklám- és gazdaságpszichológia szakán tanult. 1994–1998 között az Előretolt Helyőrség és az Erdélyi Híradó munkatársa volt. 1996-ban a Bretter György Irodalmi Kör elnöke volt. 2002-ben Budapestre költözött. 2004–2011 között a Napút folyóirat, illetve a Napkút Kiadó szerkesztője volt. 2005–2007 között a Fiatal Írók Szövetsége (FISZ) Hortus Conclusus könyvsorozatának szerkesztőjeként dolgozott. 2009-ben a Bálint György Sajtóakadémián képszerkesztő-tördelő végzettséget szerzett. 2010–2016 között az Ambrózia online kulturális irodalmi folyóirat szerkesztője és alapítója volt. 2011 óta az AmbrooBook kiadó társalapító-tulajdonosa. 2016–2019 között az Irodalmi Jelen próza- és műfordítás rovatának szerkesztője volt. 2019 óta az Országút kulturális kétheti lap főszerkesztő-helyettese, az Országút Online vezető szerkesztője. 2021-től a tegnap.ma portál társalapító főszerkesztője.

## Családja
Szülei Király László (1943–) író és Katona Éva (1942–2016) színésznő volt. Testvére, Király Zoltán (1977–) költő.

## Művei
- Higanymadár (Kriterion, Kolozsvár, 2002)
- Hosszú árnyékok földje (Napkút-FISZ, Budapest, 2004)
- f. versek (Napkút, Budapest, 2005)
- Szósav (Napkút, Budapest, 2007)
- A Boldog utca hava és egyéb történetek (Kriterion, Kolozsvár, 2010)
- Szét, nem össze (Orpheusz, 2013)
- Holnap-antológia (többekkel, 2014)
- Sortűz (Sétatér, Kolozsvár, 2017; Magyar Napló, Budapest, 2018; 2. kiadás: 2022)
- Ha elfogy a fény (elbeszélések, 2019)
- Út a tengerszemekhez (versek, 2019)
- A végtelen meghosszabbítása (versek, 2022)
- Sortűz; 2. jav. kiad.; Magyar Napló, Budapest, 2022
- Sziasztok, földlakók! Esszék és hasonlók; Magyar Napló–Írott Szó Alapítvány. Budapest, 2024

## Műfordításai
- Ioan Buteanu: Álmoktól összezavarva – Nelămurit de vise (Kriterion, Kolozsvár, 2005)
- Ioan Buteanu: Nyávogás a bokorból (Napkút, Budapest, 2011)
- Walter Ghidibaca: Minden jó, ha a vége rossz (Geopen, Budapest, 2014)

## Díjai
- Román Írószövetség kolozsvári szervezete debüt-díja (2003)
- Móricz Zsigmond-ösztöndíj (2005)[4]
- NKA alkotói támogatás (2008, 2012)
- Bella István-díj (2011)[4]
- Irodalmi Jelen prózadíj (2017)
- Páskándi Géza-díj (2017)
- Magyar Művészeti Akadémia Könyv Nívódíj (2018)
- Magyar Művészeti Akadémia Művészeti Ösztöndíj (2019–2022)
- József Attila-díj (2023)[4]